# Episodi di Sanjay and Craig (prima stagione)
La prima stagione della serie animata Sanjay and Craig è stata trasmessa negli Stati Uniti, da Nickelodeon, dal 25 maggio 2013 al 8 marzo 2014.
In Italia è stata trasmessa dal 3 febbraio 2014 su Nickelodeon.
| nº | Titolo originale    | Titolo italiano            | Prima TV USA      | Prima TV Italia |
| -- | ------------------- | -------------------------- | ----------------- | --------------- |
| 1  | Brett Venom M.D.    | Brad Pitt One              | 25 maggio 2013    |                 |
| 1  | Laugh Quake         | La risata                  | 25 maggio 2013    |                 |
| 2  | Maximum Dennis      | Maximum Dennis             | 1º giugno 2013    |                 |
| 2  | Dog Wave            | Cani da mirtillo           | 1º giugno 2013    |                 |
| 3  | Heightmare          | La giostra infernale       | 8 giugno 2013     |                 |
| 3  | Be Like Tufflips    | Essere come Tufflips       | 8 giugno 2013     |                 |
| 4  | Stinkboy            | Superpuzzolo               | 22 giugno 2013    |                 |
| 4  | Wolfie              | Il branco                  | 22 giugno 2013    |                 |
| 5  | Traffical Island    | Isola pedonale             | 29 giugno 2013    |                 |
| 5  | Partybot            | Partybot                   | 29 giugno 2013    |                 |
| 6  | The Giving G        | Big G                      | 13 luglio 2013    |                 |
| 6  | Release the Craigan | Craigan                    | 13 luglio 2013    |                 |
| 7  | Muscle C.O.P.S.     | Monomuscolari              | 14 settembre 2013 |                 |
| 7  | Cold Hard Cash      | Soldi sotto zero           | 14 settembre 2013 |                 |
| 8  | Unbarfable          | Irriducibile               | 21 settembre 2013 |                 |
| 8  | Game On             | Game On                    | 21 settembre 2013 |                 |
| 9  | Laked Nake          | Nudo al lago               | 5 ottobre 2013    |                 |
| 9  | Doom Baby           | Marmocchio terribile       | 5 ottobre 2013    |                 |
| 10 | Blackout            | Blackout                   | 19 ottobre 2013   |                 |
| 10 | Family Re-Noodman   | I Noodman                  | 19 ottobre 2013   |                 |
| 11 | Fart Baby           | Baby puzzetta              | 2 novembre 2013   |                 |
| 11 | Kung-Fu Catapult    | Kung-Fu Catapult           | 2 novembre 2013   |                 |
| 12 | Road Pizza          | Pizza vs alette            | 16 novembre 2013  |                 |
| 12 | Trouble Dare        | Tripla sfida               | 16 novembre 2013  |                 |
| 13 | You're in Trouble   | Il campeggio di Tufflips   | 7 dicembre 2013   |                 |
| 13 | Cup O'Universe      | L'universo in un bicchiere | 7 dicembre 2013   |                 |
| 14 | Booger Johnson      | Booger Johnson             | 22 febbraio 2014  |                 |
| 14 | Dream Rangers       | Nel mondo dei sogni        | 22 febbraio 2014  |                 |
| 15 | Prickerbeast        | Il Ricciomannaro           | 1 marzo 2014      |                 |
| 15 | Day of the Snake    | Un giorno da serpente      | 1 marzo 2014      |                 |
| 16 | Old Farts           | Vecchie puzzette           | 8 marzo 2014      |                 |
| 16 | Kerplunk'd          | Kebab-beo Show             | 8 marzo 2014      |                 |

## Brad Pitt One
- Titolo originale: Brett Venom M.D.
- Diretto da: Blake Lemons
- Scritto da: Neil Graf, Blake Lemons e Chris Viscardi

### Trama
Mentre i Patel mangiano, la madre racconta loro che faranno un trapianto di chiappe. Sanjay e Craig decidono di assistere al trapianto travestendosi da dottori, i party doctors, per nascondersi dalla loro madre. Poi quando si perderanno le chiappe saranno loro ad effettuare il trapianto e scoprono che era destinato a Noodman.

## La risata
- Titolo originale: Laugh Quake
- Diretto da: Carl Faruolo
- Scritto da: Carl Faruolo, Bryan Mann e Chris Viscardi

### Trama
Sanjay e Craig scoprono che la loro risata è pessima allora cercano in vari modi di migliorarla senza riuscirci. Allora vanno ad uno spettacolo, dove vengono cacciati via per via della loro risata ma alla fine riescono a migliorarla.

## Superpuzzolo
- Titolo originale: Stinkboy
- Diretto da: Ryan Crego e Tom King
- Scritto da: Ryan Crego, Tom King, Will McRobb e M.J. Sandhe

### Trama
Sanjay, per fare colpo sui Dickson, decide di attraversare la loro piscina piena di liquami fetidi usando Craig come corda su cui camminare. Ma durante la prova Craig non resiste e Sanjay cade nella piscina e inizia a puzzare moltissimo. Il ragazzo allora, vedendo che tutti gli stanno lontani per la puzza, fugge nelle fogne durante la notte. Così Craig, Hector e Megan si mettono alla sua ricerca. Dopo averlo trovato tutto si sistema ma Craig, per sbaglio, apre il canale fognario venendo assalito insieme agli altri dai liquidi fognari. Perciò i quattro amici vengono costretti a dormire in tenda per diversi giorni a causa della loro puzza.

## Irriducibile
- Titolo originale: Unbarfable
- Diretto da: Sean Charmatz
- Scritto da: Sean Charmatz e Chris Viscardi

### Trama
Sanjay e Craig scoprono con stupore che Hector non ha mai vomitato, e perciò scommettono con lui di riuscire a farlo vomitare, senza riuscirci. Hector, in quanto vincitore della scommessa, decide di farli partecipare a un pigiama party a casa sua dopo averli fatti saltellare per 3 ore. Qui Sanjay e Craig scoprono che il loro amico non vomita mai a causa dei tanti aspetti sgradevoli della sua famiglia, ai quali è abituato. Inoltre Hector gli confessa anche di non aver mai visto il proprio sedere. Così i due lo convincono a vederlo riuscendo così a farlo vomitare per la prima volta.

## Il Ricciomannaro
- Titolo originale: Prickerbeast
- Diretto da: Tom Parkinson
- Scritto da: George Gendi, Will McRobb e Tom Parkinson

### Trama
I genitori di Sanjay, Hector e Megan si riuniscono per un barbecue durante il quali costringono i ragazzi a lavorare grazie alla leggenda del "Riccomannaro", un enorme mostro che divora i bambini disobbedienti. Insieme a Craig vanno nel bosco per verificare l'esistenza del mostro, ma quando scoprono che non esiste decidono di camuffarsi da Ricciomannaro per spaventarli e vendicarsi della bugia. La gente che li vede, spaventata, li insegue, e durante la fuga i ragazzi si impigliano in un albero. Vengono poi raggiunti dalla madre di Sanjay, che si perdona con loro.

## Kebab-beo Show
- Titolo originale: Kerplunk'd
- Diretto da: Mike Bell
- Scritto da: Abe Audish, Mike Bell, Jim Dirschberger, Bryan Mann e Chris Viscardi

### Trama
Sanjay e Craig decidono di imitare Raska, un burlone che fa scherzi alla gente per poi postarli sul web. Ma quando i due rovinano senza volerlo uno scherzo ideato da Raska, quest'ultimo inizia a tormentarli con le sue burle. Però i due amici riescono poi a vendicarsi di lui grazie all'aiuto dei suoi genitori.